# Благослови детето
„Благослови детето“ (на английски: Bless the Child) е американски свръхестествен филм на ужасите от 2000 г. на режисьора Чък Ръсел, с участието на Ким Бейсинджър, Джими Смитс, Анджела Бетис, Руфъс Сюъл, Кристина Ричи и Холистън Колман.
Филмът е номиниран за една награда „Златна малинка“ в категорията „най-лоша актриса“ за Ким Бейсинджър, заедно с „Мечтах за Африка“, но изгуби от Мадона за „Почти идеално“.

## Актьорски състав
| Актьор          | Роля                  |
| --------------- | --------------------- |
| Ким Бейсинджър  | Маги О'Конър          |
| Анджела Бетис   | Джена О'Конър         |
| Руфъс Сюъл      | Ерик Старк            |
| Кристина Ричи   | Шери Пост             |
| Холистън Колман | Коди О'Конър          |
| Джими Смитс     | Агент Джон Травис     |
| Майкъл Гастон   | Детектив Франк Бугати |
| Луми Кавазос    | Сестра Роза           |
| Юджин Липински  | Стюарт                |
| Иън Холм        | Преподобният Грисъм   |
| Димитра Алис    | Дания                 |
| Ан Бетанкорт    | Мария                 |
| Хелън Стенборг  | Сестра Джоузеф        |

## В България
В България филмът е издаден на VHS от Александра Видео на 18 април 2001 г.